# Formazione di Collio
La Formazione di Collio è un'unità litostratigrafica presente in Val Trompia (area del Maniva), depositatasi nel Permiano inferiore, e descritta da C. W. Gümbel nel 1880 (come "strati di Collio") mentre nel 1966 ne è stato definito lo stratotipo. Prende il nome dal comune di Collio.
Recenti ridefinizioni sedimentologiche e stratigrafiche hanno limitato la definizione di questa formazione al solo settore trumplino, mentre le unità simili affioranti in bergamasca sono state definite come Vulcanite del Monte Cabianca e Formazione del Pizzo del Diavolo. Infatti la denominazione "Formazione di Collio" è oggi desueta ed è stata sostituita, nella letteratura ufficiale, da Gruppo dei Laghi Gemelli.

## Descrizione litologica
L'unità viene suddivisa in due membri:
1. membro inferiore (di Pian delle Baste): è costituito da un'alternanza di argilliti (anche varicolori) con fossili vegetali, siltiti e rare arenarie medio-fini laminate, in strati da millimetrici e centimetrici di colore grigio-verde e nerastro. Negli strati più grossolani si ritrovano strutture quali laminazioni piano-parallele, incrociate, ripple marks e tracce di tetrapodi e artropodi.Sono caratteristici livelli di arenarie vulcaniche-micacee in strati decimetrici e plurimetrici grigio-verdi, con laminazioni da corrente e gradazioni, con alcune intercalazioni conglomeratiche.
2. membro superiore (di Val Dorizzo): si tratta di una successione eterogenea di arenarie e siltiti con intercalazioni piroclastiche e, verso l'alto, di conglomerati poligenici[3]. Risulta separato da quello inferiore attraverso una serie (quattro livelli) di depositi piroclastici di flusso (ignimbriti) grigio-verdastri, con struttura porfirica e minerali quali quarzo, plagioclasi, biotite, K-feldspato; sono inglobati anche numerosi pomici biancastre e frammenti litici di rocce derivanti dal membro inferiore e dal basamento metamorfico del Sudalpino; questi depositi son noti come Dasdana beds, e affiorano in modo continuo dal Passo Croce Domini fino alla Valle di Caffaro (dove raggiungono il massimo dello spessore, circa 25m), costituendo dunque un marker stratigrafico[4] importante. Dal punto di vista classificativo, si tratta di rioliti. Superiormente l'unità termina con argilliti, siltiti e arenarie organizzate in alternanze fitte con rapidi passaggi lateriali. Si deve sottolineare che verso l'alto dell'unità, sono stati ritrovati fossili (foraminiferi bentonici) tipici di ambiente marino.

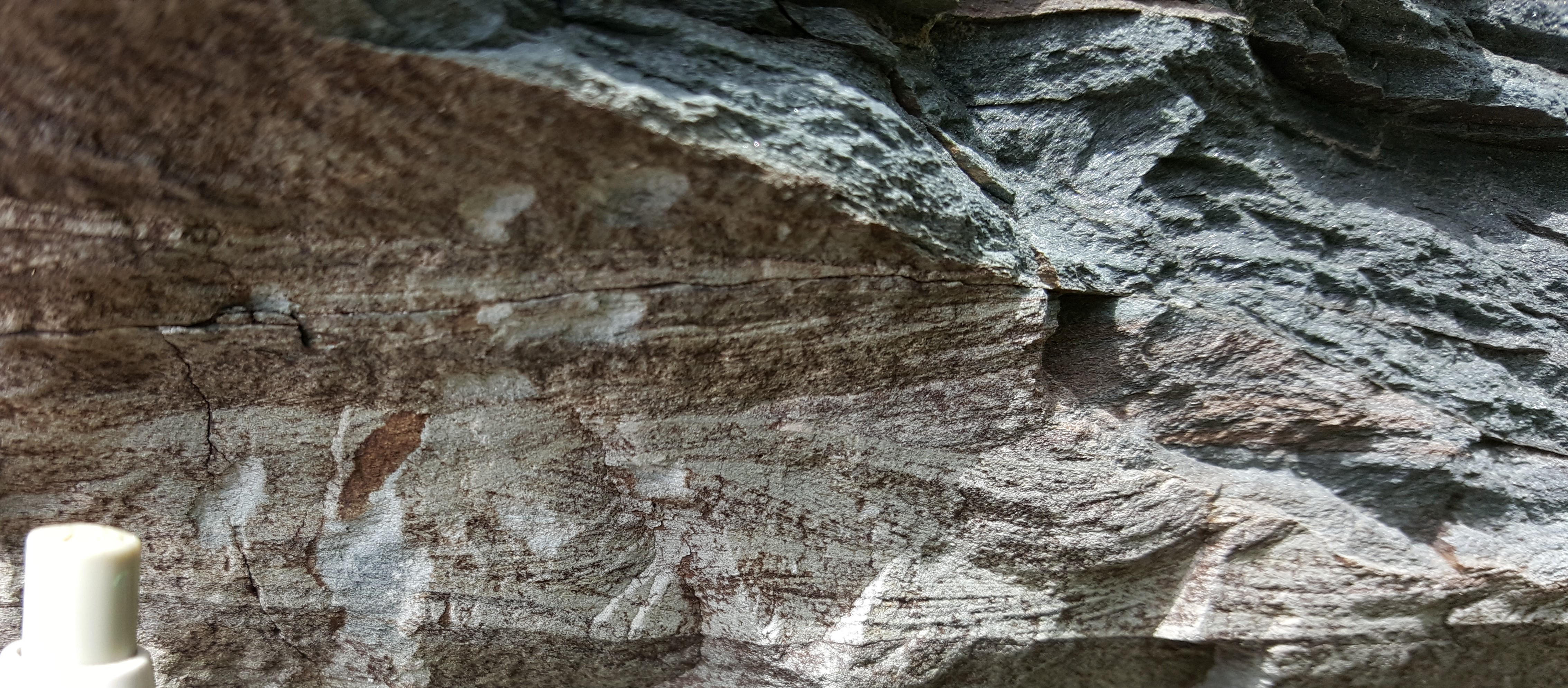
Laminazioni incrociate da corrente unidirezionale in un livello arenaceo della Formazione di Collio (membro inferiore, Passo Dasdana)

## Ambiente sedimentario
L'associazione litologica e paleontologica ha permesso di descrivere l'articolato sistema deposizionale di quest'unità: la sedimentazione è avvenuta in condizioni continentali, con variazioni granulometriche causate dalla posizione dei depositi all'interno del bacino permiano. Da O (verso il confine tra Lombardia e Trentino-Alto Adige) verso E si riconoscono il margine del bacino, caratterizzato dallo sviluppo di facies tipiche di conoide alluvionale passanti a facies fluviali (corpi lenticolari di conglomerati e arenarie), e l'interno del bacino, caratterizzato invece dalla presenza di depositi fluviali di delta e piana sabbioso-fangosa, terminati lateralmente dai sedimenti fini di bacino lacustre poco profondo.
Lo sviluppo del bacino sedimentario in cui si è depositata questa successione è collegato con l'attività tettonica di faglie che, nel Permiano inferiore, smantellavano l'orogene Ercinico e legato invariabilmente alla risalita di magmi e conseguente attività vulcanica.
La presenza di fossili marini (ristretti ad un singolo livello della parte alta dell'unità) implica che durante le fasi finali, l'unità e dunque il bacino trumplino siano stati interessati da un episodio di trasgressione ed ingressione marina, oltre che permette di localizzare questo sistema fluvio-lacustre non solamente in una zona intramontana ma anche costiera.

## Rapporti stratigrafici e datazione

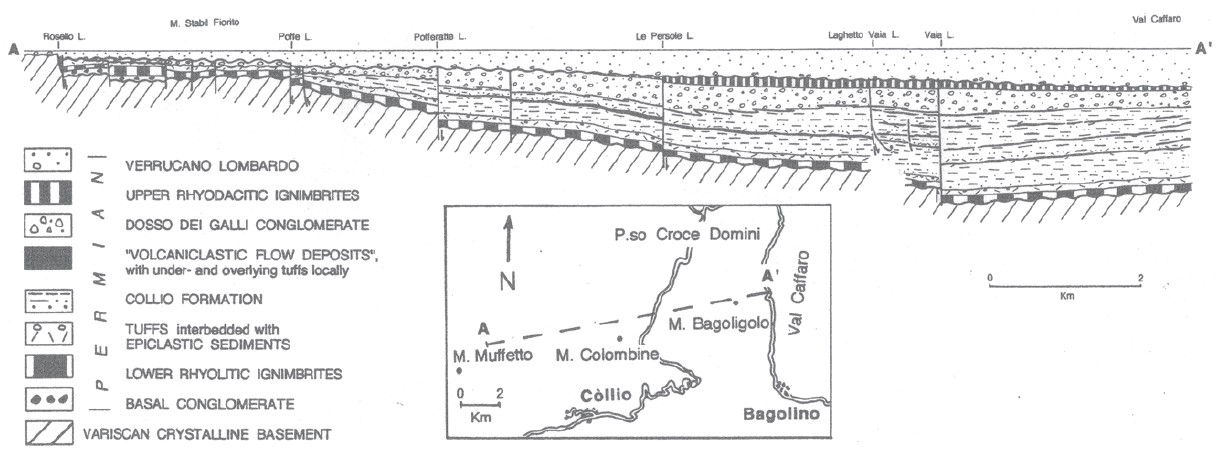
Schema di una ricostruzione paleotettonica e stratigrafica del bacino di Collio tra la Lombardia orientale e la Val di Caffaro (da Cassinis, 2007)

Il limite inferiore è netto e realizzato tramite l'appoggio della successione terrigena sui sottostanti Porfidi Quarziferi inferiori. Il limite superiore risulta invece graduale, data dall'interdigitazione tra le arenarie del Collio e le arenarie e conglomerati rosso-violacei basali del Conglomerato del Dosso dei Galli, che individua la progradazione di conoidi alluvionali sul bacino di Collio da SSO, alimentate prevalentemente dallo smantellamento del basamento cristallino Varisico.
I depositi fluvio-lacustri della formazione sono stati datati attraverso l'analisi dei palinomorfi e datazioni radiometriche (Pb/U su zircone) sulle vulcaniti intercalate al Permiano inferiore, e nello specifico all'interno dell'intervallo di tempo compreso tra 283±1 e 280,5±2 Ma (dunque in meno di 5 Ma).